# Награды Забайкальского края
Награды Забайкальского края — награды субъекта Российской Федерации, учреждённые Правительством Забайкальского края, согласно Закону Забайкальского края от 18 февраля 2009 года № 131-ЗЗК «О наградах в Забайкальском крае».
Награды учреждены в целях поощрения граждан, трудовых коллективов и организаций за большие заслуги в экономике, науке, культуре, искусстве, воспитании, просвещении, охране здоровья, жизни и прав граждан, защите Отечества, государственном строительстве, благотворительной и общественной деятельности и иные заслуги перед Забайкальским краем, направленные на обеспечение его процветания и безопасности.

## Перечень наград

### Награды Забайкальского края
| Изображение награды                         | Наименование награды                                 | Дата учреждения      | Правила награждения | Источник |
| Знак Почётного гражданина                   | Звание «Почётный гражданин Забайкальского края»      | 18 февраля 2009 года | Звание «Почётный гражданин Забайкальского края» — высшая по значимости награда Забайкальского края присваивается гражданам, заслуги которых отмечены государственными наградами, либо медалью «За заслуги перед Забайкальским краем», либо ведомственными знаками отличия, внесшим своим многолетним добросовестным трудом большой личный вклад в социально-экономическое и культурное развитие края и получившим широкую известность и признательность населения края. Звание «Почётный гражданин Забайкальского края» может быть присвоено также военнослужащим, сотрудникам правоохранительных органов, проявившим мужество и героизм при выполнении служебного долга и внесшим значительный вклад в укрепление обороноспособности Отечества и обеспечение правопорядка на территории Забайкальского края. Лицам, удостоенным звания «Почётный гражданин Забайкальского края», выплачивается ежемесячное денежное вознаграждение за счёт средств бюджета Забайкальского края. | Закон Забайкальского края № 131-ЗЗК «О наградах в Забайкальском крае» - Постановление Законодательного Собрания Забайкальского края № 256 «Об утверждении описаний знака к званию почетный гражданин Забайкальского края» и удостоверения к нему"                  |
|                                             | Медаль «За заслуги перед Забайкальским краем»        | 18 февраля 2009 года | Медалью «За заслуги перед Забайкальским краем» награждаются за заслуги в профессиональной, общественной или благотворительной деятельности, способствующей социально-экономическому и культурному развитию края, высокие достижения в труде, высокий профессионализм и другие заслуги лица, получившие широкую общественную известность и признательность. Медалью «За заслуги перед Забайкальским краем» ежегодно награждаются не более 50 граждан. Награждённым вручается медаль «За заслуги перед Забайкальским краем», которая носится на левой стороне груди после наград Российской Федерации и ведомственных знаков отличия в труде, и удостоверение установленного образца. Лица, награждённые медалью «За заслуги перед Забайкальским краем», поощряются разовым денежным вознаграждением. | Закон Забайкальского края № 131-ЗЗК «О наградах в Забайкальском крае» - Постановление Законодательного Собрания Забайкальского края № 257 «Об утверждении описаний медали „За заслуги перед Забайкальским краем“ и удостоверения к ней»                            |
|                                             | Медаль «За честь и мужество»                         | 18 февраля 2009 года | Медалью «За честь и мужество» награждаются лица за самоотверженность, мужество и отвагу, проявленные при спасении людей, охране общественного порядка, в борьбе с преступностью, во время стихийных бедствий, пожаров, катастроф и других чрезвычайных ситуаций, а также за смелые и решительные действия, совершенные при исполнении воинского, гражданского или служебного долга в условиях, сопряженных с риском для жизни. Награждённым вручается медаль «За честь и мужество», которая носится на левой стороне груди после наград Российской Федерации, ведомственных знаков отличия в труде и медали «За заслуги перед Забайкальским краем», и удостоверение установленного образца. | Закон Забайкальского края № 131-ЗЗК «О наградах в Забайкальском крае» - Постановление Законодательного собрания Забайкальского края № 258 «Об утверждении описаний медали „За честь и мужество“ и удостоверения к ней»                                             |
|                                             | Медаль «За укрепление дружбы народов»                | 18 февраля 2009 года | Медалью «За укрепление дружбы народов» награждаются за плодотворную деятельность по сближению и взаимообогащению культур народов лица, внесшие большой личный вклад в укрепление дружбы и сотрудничества народов, населяющих Забайкальский край, получившие широкую общественную известность и признательность. Награждённым вручается медаль «За укрепление дружбы народов», которая носится на левой стороне груди после наград Российской Федерации, ведомственных знаков отличия в труде и медали «За заслуги перед Забайкальским краем», и удостоверение установленного образца. | Закон Забайкальского края № 131-ЗЗК «О наградах в Забайкальском крае» - Постановление Законодательного Собрания Забайкальского края № 259 «Об утверждении описаний медали „За укрепление дружбы народов“ и удостоверения к ней»                                    |
|                                             | Медаль «За родительскую доблесть» I степени          | 8 июля 2011 года     | Медалью «За родительскую доблесть» награждаются родители (усыновители), состоящие в браке, заключенном в органах записи актов гражданского состояния, либо, в случае неполной семьи, один из родителей (усыновителей), которые проживают на территории Забайкальского края, воспитывают и (или) воспитали пятерых и более детей — граждан Российской Федерации, образуют социально ответственную семью, ведут здоровый образ жизни, обеспечивают надлежащий уровень заботы о здоровье, образовании, физическом, духовном и нравственном развитии детей, полное и гармоничное развитие их личности, подают пример в укреплении института семьи и воспитании детей. Награждение медалью производится по достижении последним ребёнком возраста одного года и при наличии в живых остальных детей, за исключением случаев, предусмотренных Законом края. Лица, награждённые медалью «За родительскую доблесть», поощряются разовым денежным вознаграждением. Медаль имеет три степени, высшей степенью является I степень. Медалью «За родительскую доблесть» I степени награждаются родители (усыновители), воспитывающие и (или) воспитавшие десять и более детей. | Закон Забайкальского края № 131-ЗЗК «О наградах в Забайкальском крае» - Постановление Законодательного собрания Забайкальского края № 206 "О медали «За родительскую доблесть»                                                                                     |
|                                             | Медаль «За родительскую доблесть» II степени         | 8 июля 2011 года     | Медалью «За родительскую доблесть» II степени награждаются за заслуги аналогичные медали «За родительскую доблесть» I степени. Медалью «За родительскую доблесть» II степени награждаются родители (усыновители), воспитывающие и (или) воспитавшие семь, восемь или девять детей. | Закон Забайкальского края № 131-ЗЗК «О наградах в Забайкальском крае» - Постановление Законодательного собрания Забайкальского края № 206 "О медали «За родительскую доблесть»                                                                                     |
|                                             | Медаль «За родительскую доблесть» III степени        | 8 июля 2011 года     | Медалью «За родительскую доблесть» III степени награждаются за заслуги аналогичные медали «За родительскую доблесть» I степени. Медалью «За родительскую доблесть» III степени награждаются родители (усыновители), воспитывающие и (или) воспитавшие пять или шесть детей. | Закон Забайкальского края № 131-ЗЗК «О наградах в Забайкальском крае» - Постановление Законодательного собрания Забайкальского края № 206 "О медали «За родительскую доблесть»                                                                                     |
|                                             | Нагрудный знак «За милосердие и благотворительность» | 18 февраля 2009 года | Знаком «За милосердие и благотворительность» награждаются граждане, трудовые коллективы и организации за активную помощь бюджетным учреждениям сферы образования, культуры, здравоохранения, физической культуры и спорта, стационарным учреждениям органов социального обеспечения, за развитие их материально-технической базы, а также за оказание материальной и иной поддержки малоимущих граждан, низкооплачиваемых работников, пенсионеров. Награждённым вручается памятный знак и диплом установленного образца. | Закон Забайкальского края № 131-ЗЗК «О наградах в Забайкальском крае» - Постановление Законодательного Собрания Забайкальского края № 260 «Об утверждении описаний знака „За милосердие и благотворительность“ и диплома к нему»                                   |
| Образец нагрудного знака к Почётным званиям | Почётные профессиональные звания                     | 18 февраля 2009 года | Почётные профессиональные звания Забайкальского края присваиваются за заслуги и высокое мастерство в профессиональной деятельности лицам, награждённым ранее наградами Главы Администрации Читинской области, Главы Администрации (Губернатора) Читинской области, Губернатора Читинской области, Главы Администрации Агинского Бурятского автономного округа, Губернатора Забайкальского края, Читинской областной Думы, Агинской Бурятской окружной Думы, Законодательного Собрания Забайкальского края, Правительства Забайкальского края и иных исполнительных органов государственной власти Читинской области, Агинского Бурятского автономного округа, Забайкальского края. Лицам, имеющим отраслевые почётные профессиональные звания Российской Федерации, почётные профессиональные звания Забайкальского края не присваиваются. Лицам, удостоенным почётного профессионального звания Забайкальского края, вручаются нагрудные знаки (знак для ношения в торжественных случаях и фрачный знак для повседневного ношения) установленного образца и удостоверение установленного образца. | Закон Забайкальского края № 131-ЗЗК «О наградах в Забайкальском крае» - Постановление Законодательного Собрания Забайкальского края № 261 «Об утверждении описаний нагрудных знаков к почётным профессиональным званиям Забайкальского края и удостоверения к ним» |
|                                             | Премии и стипендии Забайкальского края               | 18 февраля 2009 года | Премия Забайкальского края — поощрение за заслуги в сфере профессиональной, творческой, научной, учебной, научно-исследовательской, изобретательской деятельности, за развитие экономических и культурных связей между Забайкальским краем и зарубежными партнерами. Премиями края ежегодно поощряются по итогам календарного года лица за заслуги в сфере профессиональной, творческой, научной, учебной, научно-исследовательской, изобретательской деятельности, за развитие экономических и культурных связей между Забайкальским краем и зарубежными партнерами. Стипендия Забайкальского края — поощрение учащихся, студентов государственных и негосударственных учебных заведений, расположенных на территории Забайкальского края, имеющих лицензию на осуществление образовательной деятельности, и спортсменов. Стипендиями края ежегодно поощряются за отличную успеваемость студенты, учащиеся очной формы обучения государственных и негосударственных учебных заведений, расположенных на территории Забайкальского края и имеющих лицензию на осуществление образовательной деятельности, а также добившиеся высоких результатов спортсмены в целях сохранения и развития интеллектуального, физического, творческого потенциала края и усиления материальной поддержки перспективной молодежи на региональном уровне. Лицам, удостоенным премий и стипендий Забайкальского края, вручается диплом лауреата (стипендиата) установленного образца и денежные вознаграждения (стипендии) согласно настоящему Закону. | Закон Забайкальского края № 131-ЗЗК «О наградах в Забайкальском крае» - Постановление Законодательного Собрания Забайкальского края № 262 «Об утверждении описаний дипломов лауреата премии Забайкальского края и стипендиата Забайкальского края»                 |

### Награды Губернатора Забайкальского края
| Изображение награды | Наименование награды                                    | Дата учреждения      | Правила награждения | Источник |
|                     | Почётная грамота Губернатора Забайкальского края        | 18 февраля 2009 года | Почётной грамотой Губернатора Забайкальского края — высшей по значимости наградой Губернатора Забайкальского края награждаются граждане, трудовые коллективы и организации: - за заслуги в сфере экономики, здравоохранения, науки, культуры, образования, физической культуры и спорта, защиты Отечества, укрепления законности и правопорядка, воспитания молодежи, благотворительной и общественной деятельности; - за многолетний добросовестный труд, в связи с юбилейными датами и общественно значимыми событиями края; - за иные заслуги перед Забайкальским краем. Лица, награждённые Почётной грамотой Губернатора Забайкальского края, поощряются единовременным денежным вознаграждением за счет средств, предусмотренных в смете расходов уполномоченного органа на материальное поощрение. | Закон Забайкальского края № 131-ЗЗК «О наградах в Забайкальском крае» - Постановление Губернатора Забайкальского края № 26 «О Почётной грамоте и Благодарственном письме Губернатора Забайкальского края» |
|                     | Знак отличия «За усердие на благо Забайкальского края»  | 18 февраля 2009 года | Знаком отличия «За усердие на благо Забайкальского края» награждаются граждане за особые заслуги перед Забайкальским краем, связанные с деятельностью, направленной на обеспечение благополучия края и роста благосостояния его населения, высокие достижения в экономике, науке, культуре, искусстве, воспитании и образовании, здравоохранении, охране окружающей среды, на обеспечение правопорядка и законности, защиту Отечества, благотворительной и иной деятельностью во благо края и его населения. Лицам, награждённым знаком отличия «За усердие на благо Забайкальского края», вручается удостоверение и нагрудный знак установленного образца, который носится на правой стороне груди после других имеющихся наград Забайкальского края. | Закон Забайкальского края № 131-ЗЗК «О наградах в Забайкальском крае» - Постановление Губернатора Забайкальского края № 42 «О знаке за усердие на благо Забайкальского края»                              |
|                     | Благодарственное письмо Губернатора Забайкальского края | 18 февраля 2009 года | Благодарственным письмом Губернатора Забайкальского края награждаются трудовые коллективы и организации: - за заслуги перед краем, граждане — за многолетнюю работу в органах государственной власти, местного самоуправления Забайкальского края, высокие достижения в экономике, хозяйственной деятельности, спорте, личный вклад в развитие науки, культуры, искусства, просвещения; - за заслуги в деле воспитания, охраны здоровья, жизни и прав граждан; - за выполнение конкретного поручения, задания; - за профессиональные действия при исполнении гражданского и служебного долга; - за благотворительную и общественную деятельность, содействие в проведении различного рода мероприятий и иные заслуги перед краем; - в связи с юбилейными датами, профессиональными праздниками и общественно значимыми событиями в крае. | Закон Забайкальского края № 131-ЗЗК «О наградах в Забайкальском крае» - Постановление Губернатора Забайкальского края № 26 «О Почётной грамоте и Благодарственном письме Губернатора Забайкальского края» |
|                     | Памятный подарок Губернатора Забайкальского края        | 18 февраля 2009 года | Памятным подарком Губернатора Забайкальского края поощряются граждане и коллективы за добросовестный труд, высокий профессионализм, большой вклад в сферу своей деятельности (трудовую и общественную), выполнение особых поручений, за содействие в проведении различного рода мероприятий и (или) в связи с юбилейными датами, профессиональными праздниками и общественно значимыми событиями в крае. Положение о поощрении памятным подарком Губернатора Забайкальского края утверждается постановлением Губернатора Забайкальского края. Памятный подарок (герб или флаг Забайкальского края), врученный Губернатором Забайкальского края, устанавливается (размещается) в рабочих кабинетах руководителей организаций или в помещениях организаций, предназначенных для проведения торжественных мероприятий. | Закон Забайкальского края № 131-ЗЗК «О наградах в Забайкальском крае» - Постановление Губернатора Забайкальского края № 25 «О памятном подарке и о премии Губернатора Забайкальского края»                |
|                     | Премии Губернатора Забайкальского края                  | 18 февраля 2009 года | Премиями Губернатора Забайкальского края поощряются жители Забайкальского края за следующие заслуги: - Премией Губернатора Забайкальского края — за добросовестный труд, высокий профессионализм, большой вклад в сферу своей деятельности (трудовую и общественную), выполнение особых поручений, за содействие в проведении различного рода мероприятий и (или) в связи с юбилейными датами, профессиональными праздниками и общественно значимыми событиями в крае; - Премией Губернатора Забайкальского края имени М. Е. Вишнякова в области литературы — за создание наиболее талантливых, отличающихся новизной и оригинальностью литературных произведений, вносящих существенный вклад в развитие культуры Забайкальского края, направленных на духовно-нравственное, эстетическое, героико-патриотическое воспитание личности, способствующих повышению социальной значимости современной литературы, привлечению к ней читательского и общественного интереса, написанных не ранее чем за один год до объявления конкурса на соискание премии, в целях стимулирования творческой деятельности авторов, создания благоприятных условий для их новых творческих достижений и оказания помощи в издании неопубликованных произведений; - Премией Губернатора Забайкальского края имени Л. Л. Линховоина в области вокального мастерства — за заслуги по популяризации достижений современной вокальной исполнительской школы, выявления и поддержки одаренных вокалистов, укрепления национальных вокальных традиций и творческих контактов. | Закон Забайкальского края № 131-ЗЗК «О наградах в Забайкальском крае» - Постановления Губернатора Забайкальского края № 25, 31, 32 «О премиях Губернатора Забайкальского края»                            |
|                     | Медаль «За содействие специальной военной операции»     | 2025 год             | Медаль Губернатора Забайкальского края «За содействие специальной военной операции» является формой поощрения и общественного признания заслуг граждан Российской Федерации, проявивших активную гражданскую позицию в осуществлении профессиональной, общественной, волонтёрской или благотворительной деятельности, способствующей содействию в решении задач в ходе специальной военной операции на территориях Украины, Донецкой Народной Республики, Луганской Народной Республики, Херсонской области и Запорожской области, направленной на оказание гуманитарной, военно-технической помощи и за иные содействия, оказанные участникам специальной военной операции, восстановление разрушенной инфраструктуры Донецкой Народной Республики, Луганской Народной Республики, Херсонской области, Запорожской области и поддержку проживающего на территориях указанных субъектов Российской Федерации населения. Решение о награждении медалью принимается на основании распоряжения Губернатора Забайкальского края. | Проект постановления Губернатора Забайкальского края «Об учреждении медали Губернатора Забайкальского края "За содействие специальной военной операции"» ---                                              |

### Награды Законодательного Собрания Забайкальского края
| Изображение награды | Наименование награды                                                  | Дата учреждения   | Правила награждения | Источник |
|                     | Медаль «Знак Почёта»                                                  | 9 марта 2011 года | Медалью Законодательного Собрания Забайкальского края «Знак Почёта» награждаются депутаты и помощники депутатов Законодательного Собрания и представительных органов муниципальных образований Забайкальского края, государственные гражданские служащие, муниципальные служащие и иные граждане Российской Федерации, за заслуги перед Забайкальским краем в законотворческой деятельности, за развитие парламентаризма, активную гражданскую позицию, за общественную и благотворительную деятельность, за значительный вклад в повышение уровня культурно-гуманитарного развития граждан и патриотическое воспитание подрастающего поколения. Лица, награждённые медалью Законодательного Собрания Забайкальского края «Знак Почёта», поощряются разовым денежным вознаграждением за счёт средств, предусмотренных в смете расходов Законодательного Собрания Забайкальского края на материальное поощрение. | Закон Забайкальского края № 131-ЗЗК «О наградах в Забайкальском крае» - Постановление Законодательного собрания Забайкальского края № 234 "О медали Законодательного собрания Забайкальского края «Знак Почёта»                                                                      |
|                     | Почётная грамота Законодательного Собрания Забайкальского края        | 9 марта 2011 года | Почётной грамотой Законодательного Собрания Забайкальского края награждаются граждане и организации различных форм собственности за заслуги в государственной, общественной, благотворительной деятельности, за заслуги в совершенствовании законодательства Забайкальского края и иные заслуги перед Забайкальским краем. Лица, награждённые Почётной грамотой Законодательного Собрания Забайкальского края, поощряются материально за счёт средств организации, возбудившей ходатайство о поощрении. | Закон Забайкальского края № 131-ЗЗК «О наградах в Забайкальском крае» - Постановление Законодательного Собрания Забайкальского края № 157 «О Почётной грамоте Законодательного собрания Забайкальского края и Благодарственном письме Законодательного собрания Забайкальского края» |
|                     | Благодарственное письмо Законодательного Собрания Забайкальского края | 9 марта 2011 года | Благодарственным письмом Законодательного Собрания Забайкальского края награждаются трудовые коллективы и организации за заслуги перед Забайкальским краем, граждане — за заслуги в совершенствовании законодательства Забайкальского края, за многолетнюю работу в органах государственной власти, органах местного самоуправления Забайкальского края, за профессиональные действия при исполнении гражданского и служебного долга, за общественную и благотворительную деятельность, за выполнение конкретного поручения, задания, в связи с юбилейными датами, профессиональными праздниками и общественно значимыми событиями в крае. | Закон Забайкальского края № 131-ЗЗК «О наградах в Забайкальском крае» - Постановление Законодательного Собрания Забайкальского края № 157 «О Почётной грамоте Законодательного собрания Забайкальского края и Благодарственном письме Законодательного собрания Забайкальского края» |

### Награды Правительства Забайкальского края
| Изображение награды | Наименование награды                               | Дата учреждения  | Правила награждения | Источник |
|                     | Почётная грамота Правительства Забайкальского края | 7 июня 2011 года | Почётной грамотой Правительства Забайкальского края награждаются граждане и организации различных форм собственности за заслуги или достижения в экономической, социальной, культурной и (или) иных сферах жизни общества, способствующих развитию Забайкальского края. Положение о Почётной грамоте Правительства Забайкальского края и её описание утверждаются постановлением Правительства Забайкальского края. Лица, награждённые Почётной грамотой Правительства Забайкальского края, поощряются материально за счет средств организации, возбудившей ходатайство о поощрении. | Закон Забайкальского края № 131-ЗЗК «О наградах в Забайкальском крае» - Постановление Правительства Забайкальского края № 349 «О Почётной грамоте Правительства Забайкальского края» |

## Упразднённые награды
Данные награды упразднены вследствие объединения Читинской области и Агинского Бурятского автономного округа в единый субъект Российской Федерации — Забайкальский край.
Законы о наградах, почётных званиях, премиях и стипендиях Читинской области и Агинского Бурятского автономного округа утратили силу на основании Закона Забайкальского края от 18 февраля 2009 года № 131-ЗЗК «О наградах в Забайкальском крае».
Согласно тому же Закону за данными наградами закрепляется статус равнозначный аналогичным наградам Забайкальского края.

### Награды Читинской области
| Изображение награды                         | Наименование награды                                          | Дата учреждения                                          | Правила награждения | Источник |
| Нагрудный знак Почётного гражданина         | Звание «Почётный гражданин Читинской области»                 | 5 сентября 1996 года --- упразднено 18 февраля 2009 года | Звание «Почётный гражданин Читинской области» — высшее звание Читинской области. Присваивалось гражданам, получившим широкую известность и признательность населения области, внесшим своим долголетним и добросовестным трудом большой личный вклад в социально-экономическое и культурное развитие области, заслуги которых отмечены государственными наградами, либо медалью «За заслуги перед Читинской областью», либо ведомственными знаками отличия. Гражданам, удостоенным звания «Почетный гражданин Читинской области», вручался нагрудный знак, лента с отличительным знаком, удостоверение установленного образца, выплачивалось ежемесячное денежное вознаграждение в размере 1200 рублей из средств областного бюджета. | Закон Читинской области от 5 сентября 1996 года № 63-ЗЧО «О почётных званиях, наградах, премиях и стипендиях Читинской области» |
| Образец нагрудного знака к Почётным званиям | Почётные звания профессиональных работников Читинской области | 5 сентября 1996 года --- упразднены 18 февраля 2009 года | Почётные звания профессиональных работников Читинской области присваивались гражданам за выдающиеся достижения и высокое мастерство в профессиональной деятельности. Перечень почётных званий профессиональных работников Читинской области устанавливался Законом. Гражданам, удостоенным почётных званий профессиональных работников Читинской области, вручалось удостоверение установленного образца и нагрудный знак. | Закон Читинской области от 5 сентября 1996 года № 63-ЗЧО «О почётных званиях, наградах, премиях и стипендиях Читинской области» |
|                                             | Медаль «За заслуги перед Читинской областью»                  | 5 сентября 1996 года --- упразднена 18 февраля 2009 года | Медаль «За заслуги перед Читинской областью» — высшая награда Читинской области гражданам за особые заслуги в осуществлении государственного строительства и местного самоуправления, высокие достижения в труде, значительный вклад в социально-экономическое и культурное развитие области и иные заслуги перед областью. Награждённым вручалась медаль «За заслуги перед Читинской областью» установленного образца и удостоверение о награждении. Имена граждан, награждённых медалью, заносились в книгу Почета Читинской области. | Закон Читинской области от 5 сентября 1996 года № 63-ЗЧО «О почётных званиях, наградах, премиях и стипендиях Читинской области» |
|                                             | Почётная грамота Читинской области                            | 5 сентября 1996 года --- упразднена 18 февраля 2009 года | Почётная грамота Читинской области — награда Читинской области гражданам, заслужившим широкую известность благодаря личному вкладу в сфере своей деятельности. Награждённым вручалась Почётная грамота Читинской области установленного образца. Имена граждан, награждённых Почётной грамотой Читинской области, заносились в книгу Почёта Читинской области. | Закон Читинской области от 5 сентября 1996 года № 63-ЗЧО «О почётных званиях, наградах, премиях и стипендиях Читинской области» |
|                                             | Благодарственное письмо Читинской области                     | 5 сентября 1996 года --- упразднено 18 февраля 2009 года | Благодарственное письмо Читинской области — награда Читинской области гражданам за их активную, многолетнюю общественную деятельность и высокие достижения в труде. Награждённым вручалось Благодарственное письмо Читинской области установленного образца. | Закон Читинской области от 5 сентября 1996 года № 63-ЗЧО «О почётных званиях, наградах, премиях и стипендиях Читинской области» |
|                                             | Премии и стипендии Читинской области                          | 5 сентября 1996 года --- упразднены 18 февраля 2009 года | Законом устанавливалось пятнадцать премий за заслуги в профессиональной деятельности, пять премий за успехи в творческой, научной и учебной деятельности (для талантливой молодежи), шесть премий за успехи в научно-исследовательской работе и изобретательской деятельности для студентов высших учебных заведений, одна премия имени Н. И. Дмитриева за достойный вклад в развитие экономических и культурных связей между Читинской областью и приграничными регионами Китайской Народной Республики. Гражданам, удостоенным премий Читинской области, присваивалось звание «Лауреат премии Читинской области», вручался диплом лауреата установленного образца и денежное вознаграждение, в размере 10000 рублей. Для поощрения одарённых студентов Читинской области, ежегодно назначались пятьдесят стипендий в размере 1000 рублей. | Закон Читинской области от 5 сентября 1996 года № 63-ЗЧО «О почётных званиях, наградах, премиях и стипендиях Читинской области» |

### Награды Агинского Бурятского автономного округа
| Изображение награды                 | Наименование награды                                                   | Дата учреждения                                           | Правила награждения | Источник |
| Нагрудный знак Почётного гражданина | Звание «Почётный гражданин Агинского Бурятского автономного округа»    | 26 декабря 1997 года --- упразднено 18 февраля 2009 года  | Звание «Почетный гражданин Агинского Бурятского автономного округа» — высшее звание Агинского Бурятского автономного округа. Звание присваивалось гражданам, внесшим значительный личный вклад в социально — экономическое и культурное развитие округа. Присвоение звания производилось в течение календарного года. | Закон Агинского Бурятского автономного округа от 26 декабря 1997 года № 36-ЗАО «О наградах, почётных званиях, премиях и стипендиях Агинского Бурятского автономного округа» |
| Нагрудный знак к Почётным званиям   | Почётные звания Агинского Бурятского автономного округа (по профессии) | 26 декабря 1997 года --- упразднены 18 февраля 2009 года  | Почётные звания Агинского Бурятского автономного округа (по профессии) присваивались гражданам за достижение стабильно высоких результатов труда на протяжении 5-8 лет работы по своей профессии, и при общем трудовом стаже свыше 15 лет. Гражданам, удостоенным почётного звания, вручался нагрудный знак и удостоверение. Имена граждан, удостоенных почётного звания, заносились в Книгу Почёта Агинского Бурятского автономного округа. | Закон Агинского Бурятского автономного округа от 26 декабря 1997 года № 36-ЗАО «О наградах, почётных званиях, премиях и стипендиях Агинского Бурятского автономного округа» |
|                                     | Памятная медаль «70 лет Агинскому Бурятскому автономному округу»       | 26 сентября 2007 года --- упразднена 18 февраля 2009 года | Памятная медаль «70 лет Агинскому Бурятскому автономному округу» учреждена в ознаменование 70-летия округа. Медалью награждались граждане, проживающие на территории автономного округа не менее шести месяцев, внёсшие значительный вклад в социально — экономическое и культурное развитие округа, в дело защиты правопорядка, а также участники Великой Отечественной войны и ветераны труда. | Положение о памятной медали «70 лет Агинскому Бурятскому автономному округу»                                                                                                |
|                                     | Памятная медаль «200 лет Агинскому дацану»                             | 20 августа 2011 года                                      | Памятная медаль «200 лет Агинскому дацану» учреждена в ознаменование 200-летия Агинского дацана. Памятной медалью «200 лет Агинскому дацану» награждались граждане, за усердие в укреплении буддизма, внесшие вклад в процветание Агинского дацана. Памятная медаль «200 лет Агинскому дацану» вручалась от имени шэрээтэ-ламы (настоятеля) Агинского дацана — буддийского монастырского комплекса, являющегося крупнейшей буддийской общиной Забайкальского края. | О памятной медали «200 лет Агинскому дацану» --- |
|                                     | Почётные грамоты и благодарственные письма                             | 26 декабря 1997 года --- упразднены 18 февраля 2009 года  | Почётными грамотами и благодарственными письмами Агинского Бурятского автономного округа награждались граждане за активное участие в общественно-политической жизни округа и личный вклад в культурное и социально-экономическое развитие округа. Законом были учреждены следующие грамоты и письма: - Почётная грамота и благодарственное письмо автономного округа — вручались за подписью председателя окружной Думы и главы администрации автономного округа; - Почётная грамота и благодарственное письмо окружной Думы — вручались за подписью председателя окружной Думы; - Почётная грамота и благодарственное письмо администрации автономного округа — вручались за подписью главы администрации автономного округа. | Закон Агинского Бурятского автономного округа от 26 декабря 1997 года № 36-ЗАО «О наградах, почётных званиях, премиях и стипендиях Агинского Бурятского автономного округа» |
|                                     | Премии и стипендии                                                     | 26 декабря 1997 года --- упразднены 18 февраля 2009 года  | В автономном округе устанавливались следующие ежегодные премии: - премия за трудовые заслуги в отраслях народного хозяйства; - премия за успехи в развитии здравоохранения, культуры, спорта, науки и образования. Гражданам, удостоенным премии автономного округа, присваивалось звание «Лауреата премии Агинского Бурятского автономного округа» и вручался диплом лауреата. Также в автономном округе назначались стипендии для наиболее одаренных студентов высших, средних специальных учебных заведений, учащихся старших классов общеобразовательных школ по итогам учебного года. Количество и размер стипендий определялся Законом автономного округа «О молодежной политике».                                       | Закон Агинского Бурятского автономного округа от 26 декабря 1997 года № 36-ЗАО «О наградах, почётных званиях, премиях и стипендиях Агинского Бурятского автономного округа» |